# Émile Blanche
Pour les articles homonymes, voir Blanche.
Émile Blanche est un aliéniste français, né le 1er octobre 1820 à Montmartre et mort le 15 août 1893 dans le 16e arrondissement de Paris.

## Biographie
Antoine Émile Blanche naît en 1820, rue Traînée (nommée de nos jours rue Norvins) à Montmartre, au sein de la maison de santé que son père Esprit Blanche, aliéniste, reprend vers la même époque à son collègue Pierre-Antoine Prost, un disciple de Philippe Pinel ; comme Prost, Esprit Blanche applique dans l'établissement de nouvelles méthodes, cherchant les causes des maladies de ses patients. Émile suivra lui-aussi cette voie. Il fait de brillantes études au lycée Condorcet, avant de répondre aux vœux de son père en embrassant à son tour la carrière médicale ; il prend ce dernier, Chomel et Guéneau de Mussy pour maîtres.

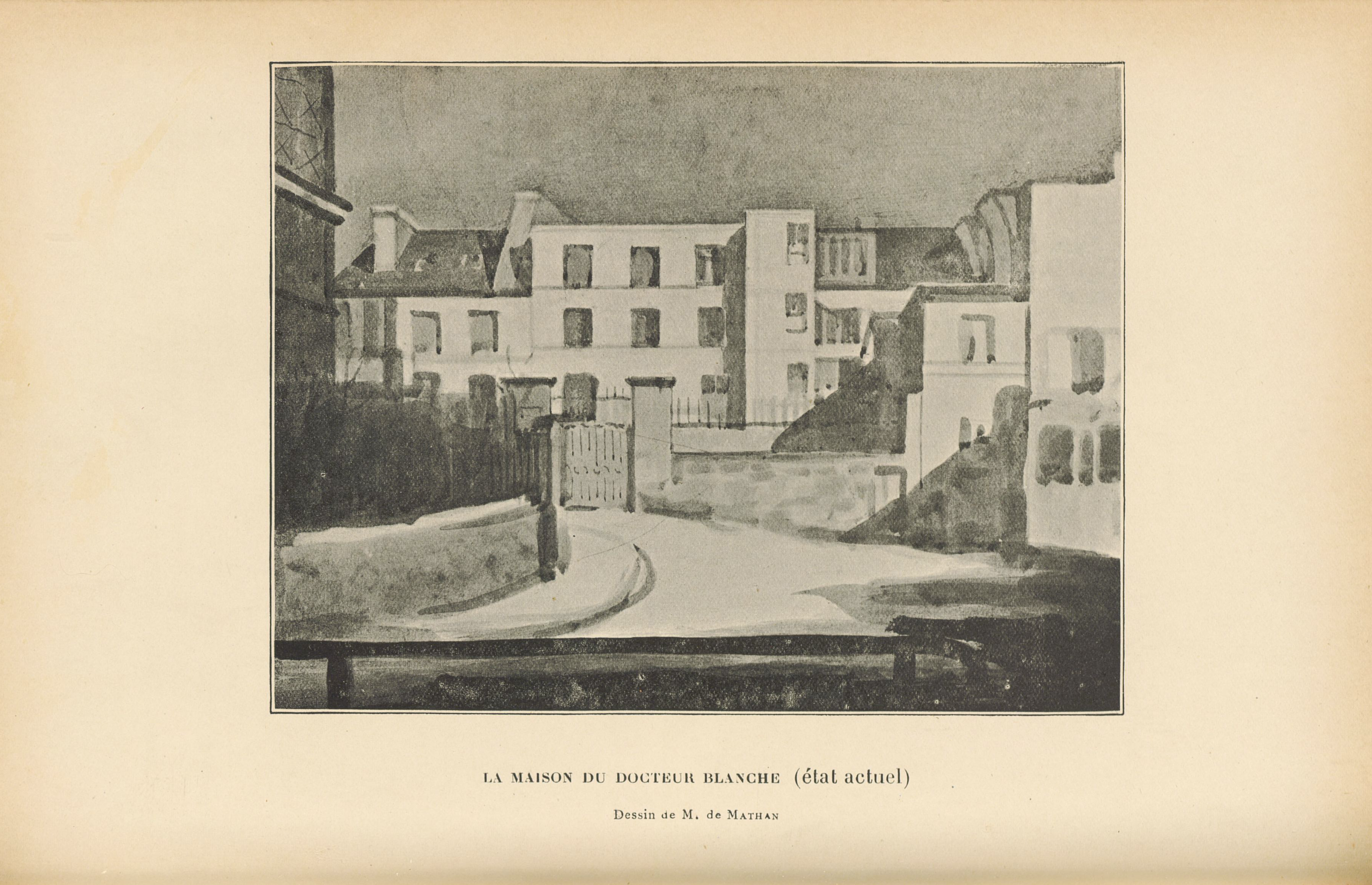
En 1910, vue de la Folie-Norvins, qui fut jusqu'en 1846 la « maison de santé du docteur Blanche ». Elle est le lieu de naissance d'Émile Blanche.

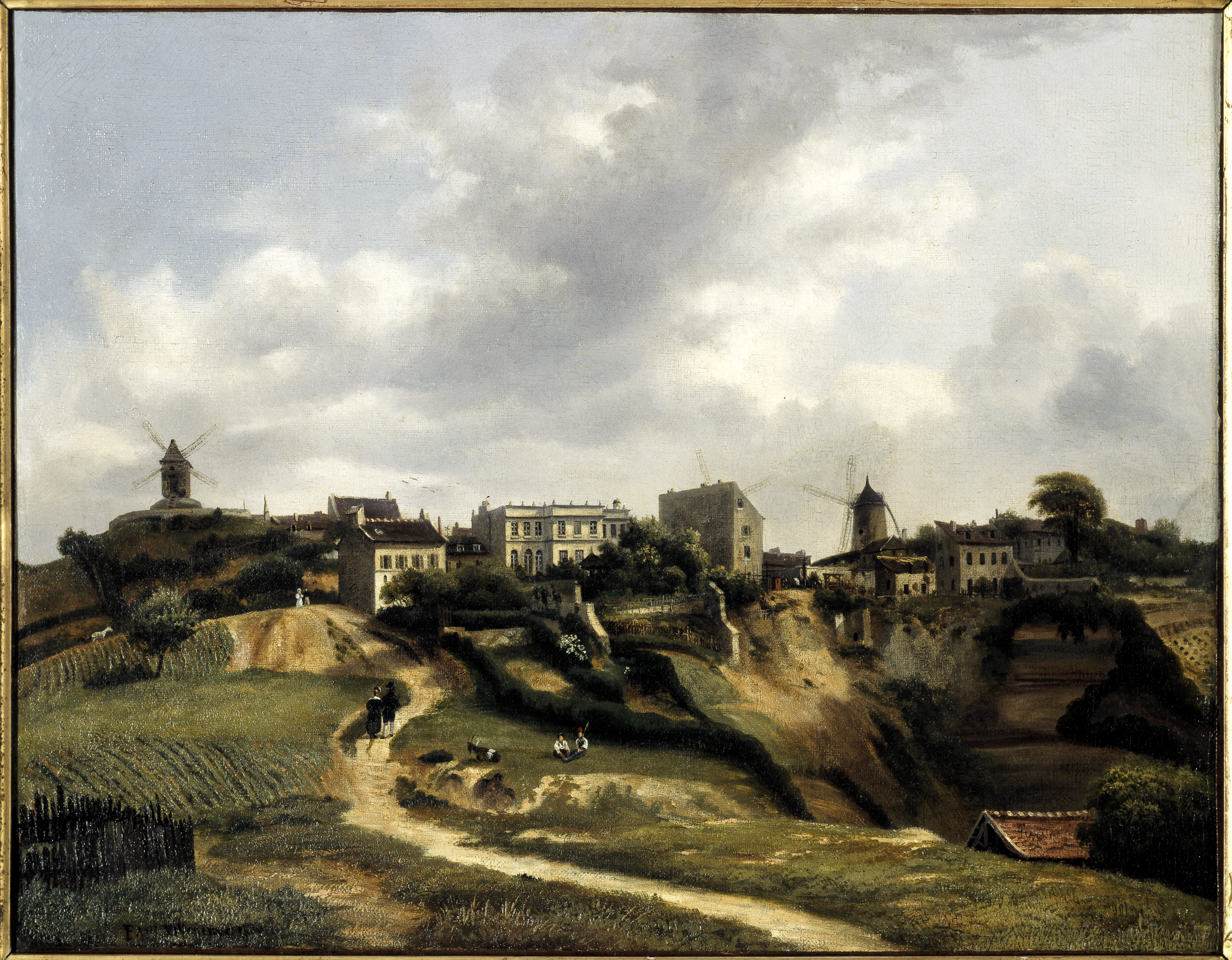
Vue en 1835 du sommet de la butte Montmartre, avec la première « maison du docteur Blanche », dirigée par Esprit Blanche ; son fils Émile y réside toute sa jeunesse, de sa naissance à ses années de formation de futur médecin aliéniste.

Au concours de 1845, il est nommé interne des hôpitaux à la Salpêtrière, dans le service de Jean-Étienne Mitivié, neveu de Jean-Étienne Esquirol. Il est reçu docteur en médecine le 25 août 1848, à 28 ans, avec une thèse intitulée Du cathétérisme œsophagien chez les aliénés, sous l’autorité du docteur Leuret. Il s'adonne ensuite exclusivement à l’étude et au traitement des maladies mentales. Ayant commencé à assister son père durant ses études, il partage avec celui-ci la direction de maison de santé pour aliénés, devenue très réputée, qui de Montmartre a été transférée en 1846 à Auteuil, à l’hôtel de Lamballe.
En 1851, il est nommé expert près les tribunaux de la Seine, souvent appelé pour juger de l’état mental des prévenus ou des accusés. L’année suivante, son père étant mort, il prend la direction de la clinique familiale. Comme son père avant lui, il vit avec sa famille sur le même site que ses malades. Personnage assez mondain, sa maison était le lieu de réunion de Parisiens distingués. Son salon a été, pendant trente ans, parmi les plus recherchés de Paris. Tous les samedis, il tenait table ouverte, où savants artistes et philosophes échangeaient leurs idées. À cette table, dans la grande salle à manger, s’asseyaient tous les soirs, à six heures, les malades qui n’étaient pas gravement atteints et qui continuaient à rester en pension dans la maison : prenaient place, à huit heures, parmi les peintres Paul Chenavard et Delacroix, parmi les poètes Charles Baudelaire, Théophile Gautier et Antony Deschamps. Hector Berlioz y a fait entendre pour la première fois le premier acte des Troyens, et Gounod y jouait au piano toutes ses œuvres. Là vint John Lemoinne, l’un de ses plus vieux amis ; Prévost-Paradol a dîné chez lui, la veille de son départ pour l’Amérique, où il devait mourir. Parmi les fidèles, se comptaient encore Alexandre Welll, Ludovic Halévy, Gustave Planche, Jules Brésil, Charles Vervoitte, Charles-Edmond, etc.
Le docteur Jean Bouley, intime de Renan et de Renouvier, vivait chez lui. Émile Blanche soignait dans son établissement des célébrités de son temps comme les musiciens Fromental Halévy, Gounod, les écrivains Guy de Maupassant,, Gérard de Nerval,, Marie d'Agoult, ou encore Theo Van Gogh, le frère du peintre. Le prince Napoléon y a été incarcéré,.
Pendant le siège de Paris, une ambulance est installée dans sa maison de santé. En récompense des soins qu’il y a prodigués aux blessés, Émile Blanche est élevé le 9 août 1870 au grade d'officier de la Légion d'honneur, qu’il occupait depuis 1854 à celui de chevalier. Le 23 juillet 1871, il est élu aux élections municipales et siège au centre-droit, mais cette élection étant incompatible, avec celle, pour un autre quartier, de son beau-frère, l’architecte Léon Ohnet, en application de la loi électorale ne leur permettant pas de siéger dans cette assemblée tous les deux, un tirage au sort est organisé entre les deux élus, et il doit abandonner son siège, par décision du sort chargé de trancher la difficulté. En 1877, il est élu associé libre de l’Académie de médecine. On lui doit diverses améliorations dans le traitement des aliénés et l’invention d’un mandrin articulé[pas clair], applicable à ceux de ses malades qui refusent toute alimentation, dont il a publié la description.
Dans ses dernières années, il avait pris comme associé le docteur André Isidore Meuriot, pour le suppléer dans la direction de la maison de santé. Ses travaux font preuve de sûreté dans les études spéculatives et s’illustrent par la largeur des vues.
Amateur d’art, en 1879, il commande à Auguste Renoir deux dessus-de-porte pour la salle à manger de sa maison de Dieppe. Grand amateur de musique, il indique au peintre le sujet Tannhäuser de Richard Wagner acte I et acte III : Apparition de Vénus à Tannhauser - Wolfram et Vénus, deux œuvres formant pendant.
Il a été président de la société médico-psychologique de Paris et de la société de médecine légale, vice-président de l’association des médecins de la Seine, président de la société de secours mutuels des médecins aliénistes et membre fondateur de la société des médecins du 16e arrondissement de Paris. Outre la Légion d’honneur, il était commandeur de l'ordre d'Isabelle la Catholique et chevalier de l'ordre de Charles III d'Espagne:11.
Il avait épousé sa cousine, Félicité Baron-Chatillon (1820-1895). Leurs trois premiers enfants sont morts jeunes : Marie (1855-1860), Joseph (1856-1868) et Louis (janvier 1858-décembre 1858). Il est le père du peintre mondain Jacques-Émile Blanche, le beau-frère de l’architecte Léon Ohnet, l’oncle de l’écrivain Georges Ohnet et le frère d’Alfred Blanche, architecte à Paris.
Il meurt en août 1893, âgé de 72 ans, dans la propriété qu’il avait fait construire en 1873, au 15, rue des Fontis, à Auteuil, d’une occlusion intestinale, consécutive à des lésions organiques de l’intestin. La cérémonie funèbre a lieu en l'église Notre-Dame-d'Auteuil. Il est enterré au cimetière de Passy.
Edmond de Goncourt écrit quelques lignes sur « le vieux Blanche » dans son Journal du 27 août 1893, dont ceci : « La bonne et douce figure du docteur disait un peu de ses inépuisables charités ».

## Distinctions
- Officier de la Légion d'honneur (1870)
- Commandeur de l'ordre d'Isabelle la Catholique